# قصابين
قصابين قرية في ناحية عين الشرقية التابعة لمنطقة جبلة في محافظة اللاذقية. بلغ عدد سكانها 780 نسمة عام 2004.